# 夢 (畢加索)
《夢》（法語：Le Rêve）是一幅由畢加索在1932年完成的繪畫作品，描繪的是他22歲的情婦瑪麗-泰雷茲·沃爾特。具體時間可能是1932年1月24日下午。畫風抽象，可以從畫中看出他早期受野獸派風格的影響。
這幅畫所包含的色情訊息常常被評論家所提及，據說畫中模特臉的上半部分其實是畢加索自己的陰莖，手勢形成女性外陰的形狀。雖然兩個面向是立體派的特色，但龜頭處圓弧的造型還是顯得刻意為之
。 在2013年以1.55億美元成交後，此畫成為當今世界上最昂貴的畫作之一。

## 歷史
1941年時《夢》由美國商人維克托·甘茲以7,000美金的價格買下，是他最早收藏的畢加索畫作。在甘茲夫婦於1987年和1997年逝世之後，他們包括《夢》在內的收藏品在1997年11月11日放入佳士得拍賣行拍賣。當時此畫就以4,840萬美金的價格成交，是當時世界第四貴的畫作。
1997年買下這幅畫的是澳大利亞裔投資基金管理人沃尔夫冈·弗吕特厄（Wolfgang Flöttl），此人在1990年代末期也曾短暫擁有過梵高的《嘉舍醫師的畫像》。 2001年由於經濟困難，他將《夢》秘密賣給賭場經營商史提芬·艾倫·永利，價格並未透漏給媒體，據估計大約已達6,000萬美元。 2013年3月26日，據紐約郵報報道，美國商人斯蒂芬·A·科恩以1.55億美元的價格從永利手中買下了這幅畫。 這可能是美國收藏家有史以來為藝術品付出的最高價格。

## 受損
這幅畫曾是永利的主要藏品之一，他一度考慮將他的賭場永利拉斯維加斯改名以紀念此畫。2006年10月，永利告訴他的朋友諾拉·艾芙倫和她的丈夫尼古拉斯·派勒吉及等其他幾人，他將會把這幅畫以1.39億美金的價格賣給史蒂芬·A·科恩。 如果這項交易完成，《夢》將會成為當時世界上最昂貴的藝術作品。但在展示畫作時，他不慎用手肘戳破了畫布，在畫上少女的左臂部分造成了約6英寸（150）的裂口。 艾芙倫說這是由於永利動作太大且患有色素性视网膜炎的緣故，隨後永利表示將取消交易。
此畫的修復花費了9萬美元，價值也下降到8500萬美元。永利要求勞合社按他的預售價格補償5400萬美元，在勞合社拒絕其要求之後，永利於2007年1月將勞合社告上法庭。 同年3月雙方在法庭之外私了。 而科恩在2013年依舊以1.55億美元高價買下了這幅畫。